# سیسیل مامیت
 سیسیل مامیت (انگلیسی: Cecil Mamiit؛ زادهٔ ۲۷ ژوئن ۱۹۷۶) یک تنیس‌باز اهل ایالات متحده آمریکا است.